# Konderita
La konderita és un mineral de la classe dels sulfurs. Rep el nom del massís de Konder (Rússia), la seva localitat tipus.

## Característiques
La konderita és un sulfur de fórmula química Cu₃Pb(Rh,Pt,Ir)₈S16. Va ser aprovada com a espècie vàlida per l'Associació Mineralògica Internacional l'any 1983. Cristal·litza en el sistema hexagonal. La seva duresa a l'escala de Mohs és 5,5.
Segons la classificació de Nickel-Strunz, la konderita pertany a «02.D - Sulfurs metàl·lics, amb proporció M:S = 3:4» juntament amb els següents minerals: bornhardtita, carrol·lita, cuproiridsita, cuprorhodsita, daubreelita, fletcherita, florensovita, greigita, indita, kalininita, linneïta, malanita, polidimita, siegenita, trüstedtita, tyrrel·lita, violarita, xingzhongita, ferrorhodsita, cadmoindita, cuprokalininita, rodostannita, toyohaïta, brezinaïta, heideïta, inaglyita i kingstonita.

## Formació i jaciments
Va ser descoberta al massís alcalí ultrabàsic de Konder, situat al Camp d'Aldan, al krai de Khabàrovsk (Districte Federal de l'Extrem Orient, Rússia). També ha estat descrita al dipòsit de PGE de Kirakkajuppura (Lapònia, Finlàndia) i a Goodnews Bay (Alaska, Estats Units). Aquests tres indrets són els únics de tot el planeta on ha estat descrita aquesta espècie mineral.